# Rowley, Iowa
Rowley är en ort i Buchanan County i den amerikanska delstaten Iowa med en yta av 0,9 km² och en folkmängd, som uppgick till 290 invånare år 2000. Tv-masten AFLAC Tower i Rowley är 609,4 meter hög.